# Associação Lajeado de Futsal

A  Associação Lajeado de Futsal  (conhecida pelo seu acrônimo ALAF) é um clube de futsal brasileiro, baseado no município de Lajeado, que situa-se na região Centro Oriental do estado do Rio Grande do Sul. Fundada em  20 de outubro de 2006, a agremiação ascendeu rapidamente no cenário do futsal em âmbito estadual, regional e nacional, dentre os resultados mais expressivos estão a conquista da Série Bronze Gaúcha de 2007, logo no seu segundo ano de existência, e a conquista do 1º turno do Gauchão Série Ouro em 2013. Logo em seguida se sagrou campeã da Liga Sul de 2014, e no mesmo ano venceu novamente um dos turnos da Série Ouro, desta vez o 2º, nomeado como Copa Lupicínio Rodrigues.
O clube é regido financeira e administrativamente, por dirigentes ligados ao esporte do município assim como pelo poder público, contando também com o imensurável apoio de uma gama de patrocinadores locais.
As suas cores tradicionais são o Vermelho o Azul e o Branco. O local de mando dos jogos é o Complexo Esportivo da Univates, que tem capacidade para de 4.000 espectadores.

## Títulos

### Estaduais
- Campeonato Gaúcho de Futsal Chave Bronze: 1 (2007)
- Copa Lupicínio Rodrigues: 1 (2014)

### Regionais
- Liga Sul de Futsal: 1 (2014)

### Outros Títulos
- Copa do Vales de Futsal: 2 (2011) e (2015)